# Дело об отравленных шоколадках
«Дело об отравленных шоколадках» (англ. The Poisoned Chocolates Case) — детективный роман Энтони Беркли, написанный в классическом стиле «Золотого века» и изданный в 1929 году. Входит в британскую версию «100 лучших детективных романов всех времён». 

## Сюжет
Постоянный герой книг Беркли — легкомысленный по нраву и увлечённый детективными расследованиями писатель Роджер Шерингэм создаёт Клуб криминалистов для объединения единомышленников. В клуб входят преуспевающий адвокат, две писательницы разных жанров, напыщенный автор детективов и мистер Читтервик — скромный господин, абсолютно случайно принятый в клуб. На одном из заседаний Шерингэм предлагает членам клуба разрешить загадку, от которой отступилась полиция — загадку покушения на сэра Юстаса Пеннфазера, которому были присланы отравленные нитробензолом конфеты, переданные сэром Юстасом случайно оказавшемуся в его клубе Грэхэму Бендиксу, в результате чего скончалась жена последнего.
Каждый из шести членов клуба в порядке, который показан ниже, расследует дело своим методом и выступает с версией разгадки убийства, все из которых в чём-то неверны (в том числе версия Шерингэма), однако каждая последующая ближе к истине, чем предыдущая. В итоге выступающий последним мистер Эмброуз Читтервик, до того не имевший никакого опыта расследований, суммирует все полученные сведения и разгадывает убийство, чему сам немало изумляется. В будущем Читтервик, являющийся ревностным защитником справедливости, станет вторым постоянным детективом Беркли наряду с Шерингэмом.
Роман основан на написанном двумя годами ранее рассказе «Случай-мститель» (англ. The Avenging Chance), преступление и все улики в котором полностью соответствуют «Делу об отравленных шоколадках», однако из главных героев романа действует только Шерингэм, чья разгадка (верная в рассказе) в романе опровергается другими героями.

## Персонажи (появляющиеся в сюжете)
- Члены клуба Криминалистов
  - Сэр Чарлз Уайлдмен — преуспевающий адвокат
  - Мейбл Филдер-Флеминг — драматург, автор непристойных пьес
  - Мортон Харроугейт Брэдли (Перси Робинсон) — популярный автор детективов
  - Роджер Шерингэм — писатель, автор бестселлеров, президент Клуба криминалистов
  - Алисия Дэммерс — писательница, автор интеллектуальных романов
  - Эмброуз Читтервик — ничем не примечательный господин
- Морсби — старший инспектор Скотленд-Ярда
- Грэхэм Бендикс — молодой бизнесмен
- Джоан Бендикс — его жена, простого происхождения и строгих нравов
- Сэр Юстас Пеннфазер — баронет, аристократ крайне непристойной репутации
- Мейсон — владелец шоколадной фабрики, злобный старик
- Миссис Веррекер-ле-Межерер — болтливая богатая дама без явного рода занятий, поклонница творчества Шерингэма
- Фаррар — инспектор полиции

## Литературная значимость
«Дело об отравленных шоколадках» представляет собой пародию на классические детективы того времени, где фактически всё сводилось к одной версии. В этой книге, идея которой навеяна созданным в том же году по инициативе Беркли Детективным клубом, совершенно убедительных версий из немногих фактов построено сразу шесть. Кроме этого, книга имеет юмористическую направленность, содержа шутливые авторские отступления. Будучи одним из немногих детективов, где собственно процессу расследования отведено немного места, «Дело об отравленных шоколадках» стало этапным романом для английского классического детектива. 
В 1979 году для переиздания романа в США известный автор детективов Кристианна Брэнд, в молодости дружившая с Беркли, написала эпилог, в котором предложила седьмую версию разгадки (эпилог Брэнд, однако, в дальнейшем не включался как в последующие переиздания оригинального текста, так и в переводы, в том числе на русский язык). В 2016 году для очередного переиздания романа действующий председатель Детективного клуба Мартин Эдвардс сочинил с учётом текста Брэнд (включённого им в это переиздание) второй эпилог, в котором предложил восьмую версию.